# Alamogordo Woman's Club
L'Alamogordo Woman's Club est un bâtiment américain à Alamogordo, dans le comté d'Otero, au Nouveau-Mexique. Construit en 1936-1937 dans le style Pueblo Revival, l'édifice est inscrit au Registre national des lieux historiques depuis le 4 août 2003.